# Ashley Park
Ashley Jeein Park (nasceu em 6 de junho de 1991) é uma atriz e musicista americana. Ela é mais conhecida por interpretar a Mindy Chen na série de comédia Emily em Paris da Netflix. Ela atuou como Gretchen Wieners no musical da Broadway Mean Girls, no qual foi nomeada ao prêmio Tony Award de Melhor Atriz em Papel Principal em Musical.
Seus papéis no teatro incluem Tuptim na Broadway revival de The King and I em 2015 e MwE no musical de KPOP Ars Nova off-Broadway. Ela estrela na estreia da direção de Adele Lim, Joy Ride e teve papéis recorrentes em Beef e Only Murders in the Building.

## Inicio da vida
Park nasceu em Glendale na Califórnia e cresceu em Ann Arbor no Michigan. Ela é descendente de coreanos e é prima de segundo grau do ator Justin H. Min.
Park foi posta em aulas de dança na Academia de dança Oceanside aos três anos de idade e começou a aprender piano aos cinco anos. A paixão de Park por performar a levou a participar do teatro para comunidade das crianças em Ann Arbor entre o ensino fundamental e o ensino médio. Ela frequentou o Interlochen Summer Arts Camp em 2003. Ela também frequentou A Pioneer High School, no Michigan, onde ela participou em ambos, o teatro e o coral. Ela cofundou um grupo de a capella para mulheres na Pioneer High School, chamado Soulfege, que ficou em segundo lugar na competição nacional em 2009.
Durante seu segundo ano no ensino médio, com 15 anos, Ashley foi diagnosticada com Leucemia mieloide aguda e ficou internada por oito meses. Ela foi uma beneficiária do "wish" da Fundação Make-A-Wish, para que ela e sua família fossem para a cidade de Nova York e assistissem as produções da Broadway A Chorus Line, The Lion King, Spring Awakening e Wicked. Em entrevistas ela declarou: "Minha experiência com o câncer, é, eu acho, que a razão para eu fazer teatro... Assim que eu saí do hospital, tudo o que eu queria fazer era estar em volta de pessoas." Depois da quimioterapia, Ashley retornou a escola e três meses depois, ela foi a líder de todo o elenco de Millie Dillmount na sua produção de Thoroughly Modern Millie. Ela declarou durante esse tempo: "colocar uma peruca, calçar os sapatos e a roupa e ser uma pessoa diferente foi a melhor escapatória do que ser apenas a garota que teve câncer".
Ela se formou na Pioneer High School em 2009 e depois frequentou a Universidade do Michigan, ganhou um BFA em teatro musical da School of Music, Theater and Dance em 203. Durante seus anos de graduação, ela co-fundou o Workshop Michigan Performance Outreach.

## Carreira
Em 2009, Park fez estreou no teatro profissional como Yvonne na produção de Miss Saigon, Music Theatre Wichita. Ela passou os dois verões seguintes performando no Benedum Center na opera Pittsburgh Civic Light, produzida pelo Miss Saigon, onde ela ganhou seu Equity card.
Ela fez sua estreia na Broadway como membro do conjunto de Mamma Mia! no Teatro Broadhurst em 17 de fevereiro de 2014. Ela deixou a produção no dia 21 de setembro de 2014. De outubro de 2014 para janeiro de 2015, Park interpretou Gabrielle na companhia original de turnê nacional dos EUA, Cinderela, de Rodgers + Hammerstein.
Park retornou a Broadway em 16 de abril de 2015, no seu primeiro papel principal como Tuptim no revival de 2015 de The King and I no teatro Vivian Beaumont e permaneceu com a produção até fechar em 26 de junho de 2016. Park protagonizou como a principal solista na gravação do elenco, na qual ela foi nomeada ao prêmio Grammy Award.
Em fevereiro de 2017, ela apareceu no revival da Broadway de Sunday in the Park with George como Celeste #1 e Theresa ao lado de Jake Gyllenhaal, Annaleigh Ashford, and Ruthie Ann Miles.
No final de 2017, Park fez o papel de MwE no musical off-Broadway de KPOP em Ars Nova. Ela foi nomeada ao prêmio Drama Desk Award e ao Drama League Award, ela ganhou o prêmio Lucille Lortel Award. Ashley deixou a produção em outubro de 2017 durante os ensaios iniciais para o teste de Mean Girls fora da cidade e foi substituída por Marina Kondo.
Ela estrelou como Gretchen Wieners no musical da Broadway nomeado ao prêmio Tony Award, Mean Girls, escrito pela Tina Fey com música e letra pelo Jeff Richmond e Nell Benjamin, respectivamente. A peça teve sua estreia mundial como um teste fora da cidade no Teatro nacional em Washington, D.C, de 31 de outubro de 2017 até 3 de dezembro de 2017, em que Park interpretou Gretchen Wieners. O musical, que é baseado no filme de mesmo nome, começou a pré-estreia em 12 de março de 2018 e abriu oficialmente na Broadway em 8 de abril de 2018, no teatro August Wilson, na cidade de Nova York. Ashley foi nomeada para inúmeros prêmios com a sua atuação como Gretchen Wieners, incluindo nomeações para o Tony Award, como melhor apresentação de atriz em um musical, o prêmio Drama League Award e o Prêmio drama desk de melhor atriz coadjuvante em musical. Em maio de 2018, Park foi premiada com o Clarence Derwent Award, uma honra "entregar aos artistas femininos e masculinos mais promissores" na cidade de Nova York, pela Fundação Actors' Equity, junto com Sean Carvajal. No dia 10 de março de 2019, Park deixou a produção e foi substituída pela Krystina Alabado.
Em junho de 2019, foi anunciado que Park iria protagonizar a produção "renovada" de Thoroughly Modern Millie de 6 a 10 de maio de 2020, para o New York City Center Encores!. No entanto, devido a pandemia de COVID-19, a produção foi cancelada e os ingressos foram reembolsados ao público.
Park foi escalada para interpretar o papel da Mindy Chen, na série da Netflix Emily in Paris, em agosto de 2019, ao lado da Lily Collins. A série estreiou no dia 2 de outubro de 2020 e foi renovada para a segunda temporada no dia 11 de novembro de 2020. A personagem de Park cantou "La Vie en Rose" na primeira temporada de Emily in Paris. Foi o cover mais baixado naquela semana.
Em outubro de 2020, foi anunciado que Park apareceria como Kaye Fields em As the Curtain Rises, uma novela de podcast original da Broadway Podcast Network.
No dia 28 de dezembro de 2020, foi divulgado que Park estrelaria como Colette em um concerto beneficente de Ratatouille the Musical, um meme da internet, que se originou no TikTok, inspirado no filme Ratatouille, filme de 2007, da Disney/Pixar. O concerto foi transmitido no TodayTix em 1 de janeiro de 2021.
Em agosto de 2021, Park estrelou como Cinderella no Encores! de 2022, versão de Into the Woods. Ela foi substituída por Denée Benton.
Em 2021, ela se juntou ao Girls5Eva como Ashley, a quinta integrante do grupo pop feminino, que morreu caindo de uma piscina infinita. Ela apareceu em um flashback nas primeiras duas temporadas no Peacock e na terceira temporada da Netflix.
Park estrela na estreia da direção de 2023 da escritora de Crazy Rich Asians, Adele Lim, Joy Ride. A comédia com classificação R "acompanha quatro mulheres asiático-americanas que viajam pela ásia a procura de uma de suas mães biológicas."
Em 2023, Park interpretou Naomi na comédia de humor Beef da Netflix e Kimber na terceira temporada de Only Murders in the Building do Hulu.

### Moda e modelagem
Durante sua carreira, Park apareceu nas capas de muitas revistas de moda e lifestyle, como a L'Officiel, Shape, Women's Health e Canada's Fashion. . Ela saiu na capa digital da Vogue Hong Kong, em fevereiro de 2023. Ela apareceu em editoriais para Paper, Cosmopolitan, People e Korea's Odda.
Em novembro de 2022, ela desenhou uma coleção de roupas com tema de férias em colaboração com Rent the Runway. Em março de 2023, ela saiu em uma campanha publicitária do tênis Uno da Skechers. Mais tarde nesse mesmo ano, ela co-produziu uma coleção de sneaker, chamada "Street Glam" com a Skechers.

## Ativismo e filantropia
Como uma estudante da universidade de Michigan, ela foi a co-fundadora do workshop Michigan Performance Outreach (MPOW), uma organização estudantil com o propósito de trazer oportunidades educacionais em artes cênicas para os estudantes no sudeste de Michigan para “promover a expressão criativa, construir a autoestima e fortalecer a comunidade". A MPOW organiza um workshop no campus a cada semestre para 130-200 para alunos de escolas públicas, que inclui performances pelos alunos da Universidade de Michigan, bem como workshops imersivos e colaborativos em disciplinas baseadas em artes. Em 2013, Park recebeu o prêmio Willis Patterson Diversity Award por usar seus "talentos e habilidades acadêmicas para aprimorar o desenvolvimento e a apreciação de uma comunidade cultural e etnicamente mais diversa na Escola de Música, Teatro e Dança" da Universidade de Michigan.
Durante sua graduação, Park se envolveu no Prison Creative Arts Project, uma organização que envolve "aqueles impactados pelo sistema de justiça em colaboração artística" com estudantes da Universidade de Michigan para "um aprendizado mútuo e crescente através do teatro, dança, artes visuais, escrita criativa, poesia slam e música" em Ann Arbor, Michigan.
Desde que se mudou para a cidade de Nova York, Park participou em eventos apoiando a Broadway Cares/Equity Fights AIDS (BCEFA). Em junho de 2018, ela participou no 28º Broadway Bares, um show anual de burlesque/striptease para arrecadar fundos a BCEFA e pessoalmente arrecadou quase US$ 3.000 para a organização. Em agosto, Park participou do Covenant House's Stage & Screen Sleep Out, ao lado da co-estrela de Mean Girls, Kyle Selig e Curtis Holland, juntos eles arrecadaram mais de US$ 14.000 para a organização, que proveu abrigo, comida e cuidados para os moradores de rua e jovens desabrigados.
Ela ministrou cursos para vários programas e organizações, como a The Broadway Collective e o Workshop da Broadway.
Durante a pandemia de COVID-19, ela criou uma segunda conta no Instagram, onde ela começou a oferecer aulas individuais de dez minutos e sessões diárias de perguntas e respostas via Zoom em troca de doações ao Actors Fund.

## Vida pessoal
Durante a pandemia de COVID-19, Park viveu em Nova York, Texas (com sua família) e na Califórnia (com seu amigo Jonalyn Saxer).
Desde 2023, Park está num relacionamento com o ator britânico Paul Forman. Os dois se conheceram como co-estrelas na terceira temporada da série Emily in Paris em 2022.
Mais tarde em dezembro de 2023, Park foi hospitalizada devido a um choque séptico crítico com risco de vida durante suas férias na República das Maldivas. Nas semanas seguintes, ela postou sua recuperação, que gerou um atraso na sua atuação na quarta temporada de Emily in Paris.

## Créditos de teatro
| Ano     | Título                                 | Função                           | Teatro                                | Diretor              |
| ------- | -------------------------------------- | -------------------------------- | ------------------------------------- | -------------------- |
| 2009    | Miss Saigon                            | Yvonne/Ensemble                  | Music Theatre Wichita                 | Darren Lee           |
| 2010    | Miss Saigon                            | Yvonne/Ensemble                  | Benedum Center                        | Barry Ivan           |
| 2011    | Jekyll & Hyde                          | Ensemble                         | Benedum Center                        | Robert Cuccioli      |
| 2011    | Jesus Christ Superstar                 | Herod's Girl/Ensemble            | Benedum Center                        | Charles Repole       |
| 2011    | Love Changes Everything                | Ensemble                         | Benedum Center                        | Louanne Madorma      |
| 2011    | The Sound of Music                     | Ensemble                         | Benedum Center                        | James Brennan        |
| 2014    | Mamma Mia!                             | Ensemble (replacement)           | Broadhurst Theatre†                   | Phyllida Lloyd       |
| 2014    | Rodgers + Hammerstein's Cinderella     | Gabrielle                        | U.S. National Tour                    | Mark Brokaw          |
| 2015–16 | The King and I                         | Tuptim                           | Vivian Beaumont Theater†              | Bartlett Sher        |
| 2016    | The Fantasticks                        | Luisa                            | Pasadena Playhouse                    | Seema Sueko          |
| 2016    | The Remarkable Journey of Prince Jen   | Voyaging Moon                    | Manhattan Theatre Club                | Brian Hill           |
| 2017    | Sunday in the Park with George         | Celeste #1/Theresa u/s Dot/Marie | Hudson Theatre†                       | Sarna Lapine         |
| 2017    | Hood: The Robin Hood Musical Adventure | Marian                           | Dallas Theater Center                 | Douglas Carter Beane |
| 2017    | KPOP                                   | MwE                              | Ars Nova                              | Teddy Bergman        |
| 2017    | Mean Girls                             | Gretchen Wieners                 | National Theatre (out-of-town tryout) | Casey Nicholaw       |
| 2018–19 | Mean Girls                             | Gretchen Wieners                 | August Wilson Theatre†                | Casey Nicholaw       |
| 2019    | Lady in the Dark                       | Miss Foster/Sutton               | New York City Center                  | Ted Sperling         |
| 2019–20 | Grand Horizons                         | Jess                             | Hayes Theater†                        | Leigh Silverman      |
| 2021    | Ratatouille the Musical                | Colette Tatou                    | Benefit concert                       | Lucy Moss            |
| 2023    | Gutenberg! The Musical!                | Producer (One night cameo)       | James Earl Jones Theatre              | Alex Timbers         |

† indicata que foi uma produção da Broadway

## Filmografia

### Filme
| Ano  | Título                              | Função           |
| ---- | ----------------------------------- | ---------------- |
| 2012 | Charlene Kaye - Human (music video) | Statue           |
| 2012 | The V Card                          | Jessica          |
| 2014 | Are You Joking?                     | Date             |
| 2022 | Mr. Malcolm's List                  | Gertie Covington |
| 2023 | Joy Ride                            | Audrey Sullivan  |
| 2024 | Mean Girls                          | Madame Park      |

### Televisão
| Ano          | Título                            | Função                | Notas                                              |
| ------------ | --------------------------------- | --------------------- | -------------------------------------------------- |
| 2014         | My Dirty Little Secret            | Ann Racz              | 1 episode                                          |
| 2017         | Nightcap                          | Olivia Cho            | 8 episodes                                         |
| 2018         | Saturday Night Live               | Herself (uncredited)  | Episode: "Tina Fey/Nicki Minaj"                    |
| 2019         | Tales of the City                 | Jennifer 'Ani' Winter | 7 episodes                                         |
| 2019         | Helpsters                         | Singing Starlett      | Episode: "Singing Starlett / Heart's Family Photo" |
| 2019         | Untitled ABC project              | Winnie                | Unaired pilot                                      |
| 2020–present | Emily in Paris                    | Mindy Chen            | Main cast, 4 seasons                               |
| 2021–24      | Girls5eva                         | Ashley                | Recurring role                                     |
| 2023         | Beef                              | Naomi                 | Recurring role                                     |
| 2023         | Star Wars: Visions                | Ara (voice)           | Episode: "Journey to the Dark Head"                |
| 2023         | Only Murders in the Building      | Kimber                | Recurring role                                     |
| 2024         | Dinner Time Live with David Chang | Herself (guest)       | Episode: "Fish on the Menu"                        |

## Discografia

### Gravações do elenco
- The King and I - The 2015 Broadway Cast Recording (2015)[80]
- Sunday in the Park with George - 2017 Broadway Cast Recording[81](2017)
- The Greatest Showman - Original Motion Picture Soundtrack (2017)
- Mean Girls - Original Broadway Cast Recording (2018)[82]

### Projetos colaborativos
- Broadway's Carols for a Cure, Volume 17 (2015)[83]
- Broadway's Carols for a Cure, Volume 20 (2018)[84]

### Como artista coadjuvante
"Rockin' Around the Pole" by The Hot Elves (for Mean Girls) (2018)

### Trilha sonora
Soundtrack from Emily in Paris (2021) - 5 songs

### Podcasts
- As the Curtain Rises de Kaye Fields[49]

## Prêmios e nomeações
| Ano  | Prêmio                                         | Categoria                                    | Nominated work               | Resultado | Ref. |
| ---- | ---------------------------------------------- | -------------------------------------------- | ---------------------------- | --------- | ---- |
| 2016 | Grammy Awards                                  | Best Musical Theater Album                   | The King and I               | Nomeada   |      |
| 2018 | Drama Desk Awards                              | Outstanding Actress in a Musical             | KPOP                         | Nomeada   |      |
| 2018 | Lucille Lortel Awards                          | Outstanding Lead Actress in a Musical        | KPOP                         | Ganhou    |      |
| 2018 | Drama League Awards                            | Distinguished Performance                    | KPOP                         | Nomeada   |      |
| 2018 | Drama League Awards                            | Distinguished Performance                    | Mean Girls                   | Nomeada   |      |
| 2018 | Tony Awards                                    | Best Featured Actress in a Musical           | Mean Girls                   | Nomeada   |      |
| 2018 | Drama Desk Awards                              | Outstanding Featured Actress in a Musical    | Mean Girls                   | Nomeada   |      |
| 2018 | Outer Critics Circle Awards                    | Outstanding Featured Actress in a Musical    | Mean Girls                   | Nomeada   |      |
| 2018 | Chita Rivera Awards for Dance and Choreography | Outstanding Female Dancer in a Broadway Show | Mean Girls                   | Nomeada   |      |
| 2021 | Critics' Choice Television Awards              | Best Supporting Actress in a Comedy Series   | Emily in Paris               | Nomeada   |      |
| 2021 | MTV Movie & TV Awards                          | Best Breakthrough Performance                | Emily in Paris               | Nomeada   |      |
| 2024 | Screen Actors Guild Awards                     | Outstanding Ensemble in a Comedy Series      | Only Murders in the Building | Nomeada   |      |

### Honras e prêmios especiais
- 2013 – Willis Patterson Diversity Award[65]
- 2018 – Clarence Derwent Award[37]
- 2019 – Cancer Support Community's Marin Mazzie Award for Empowerment[87]